# Балаки
Балаки́ (рос. Балаки, удм. Балаки) — село у складі Камбарського району Удмуртії, Росія.
Населення — 247 осіб (2010; 349 у 2002).
Національний склад:
- росіяни — 91 %

В селі є школа, збудована 2001 року, дитячий садок, бібліотека, клуб, фельдшерсько-акушерський пункт. Серед підприємств працює ТОВ «Дружба», яке має 1 178 га землі. Діє православна старообрядницька церква Миколи Чудотворця, ієрей якої — Роман Носков.
В селі народився старообрядницький ієрей Антоній Зайцев, який займався релігійною справою в Казахстані.